# Broilers
Broilers est un groupe de punk rock oi! allemand, originaire de Düsseldorf.

## Biographie
En 1992, Sammy Amara et Andi Brügge forment un groupe qui prend deux ans plus tard le nom de Broilers, mot anglophone désignant les poulets d'élevage. Outre le punk rock traditionnel, ils s'inspirent de la scène rude boys et skinhead antiraciste,. En 1996, le groupe sort son premier single Schenk mir eine Blume. Le premier album suit l'année suivante. Au fur et à mesure des albums suivants, le son tend vers le rockabilly.
En 2006, le groupe signe avec le label People Like You Records. La collaboration du chanteur Sammy Amara avec l'autre groupe de Düsseldorf, Die Toten Hosen, permet aux Broilers de faire de nombreuses apparitions et un nom. Depuis 2010, le groupe fait des tournées et des festivals en Allemagne.
Le 10 juin 2011, sort son cinquième album, Santa Muerte, qui atteint la troisième place des ventes. Il connaît l'année suivante une version "concert" enregistrée lors de la tournée à Dortmund, Leipzig et Brême. Elle finit le 18 et 19 décembre 2012 au Mitsubishi Electric Halle à Düsseldorf devant 15 000 spectateurs. Le 7 février 2014, sort l'album suivant, Noir, dans un style simplement rock. Le 25 février 2014, le groupe entame une longue tournée dans trois pays (Allemagne, Autriche et Suisse). Cette tournée Noir Live se terminera le 30 décembre 2014 à Trier. Avec deux dates anniversaires (1994-2014) prévus les 19 et 20 décembre 2014 à L'ISS DOME de Düsseldorf. Grâce à ses nombreux shows, Broilers s’est imposé comme un des groupes incontournables de la scène punk rock allemande. Ce qui leur vaut parfois le titre de « successeur » du groupe Die Toten Hosen par les médias dans de nombreuses interviews . Mais le groupe refuse de porter ce titre.
Le 3 février 2017 sort l'album (sic!) au label Skull and Palms Recordings, en collaboration avec Warner Music Group.

## Discographie

### Albums studio
- 1997 : Fackeln im Sturm
- 2001 : Verlierer sehen anders aus
- 2004 : LoFi
- 2007 : Vanitas
- 2011 : Santa Muerte
- 2014 : Noir
- 2017 : (sic!)

### Album live
- 2012 : Santa Muerte Live Tapes

### EP et splits
- 2002 : La Vida Loca
- 2006 : Good Fellas Never Split (avec Volxsturm)
- 2008 : Ruby, Light and Dark

### Singles
- 1996 : Schenk mir eine Blume
- 2008 : Ruby, Light and Dark
- 2011 : Wie weit wir gehen
- 2011 : Harter Weg
- 2013 : Ist da jemand?
- 2014 : Ich will hier nicht sein
- 2014 : Nur nach vorne gehen